# Hypholoma
Hypholoma és un gènere de fongs agaricals de la família de les estrofariàcies (Strophariaceae) que tenen les espores fosques que creen un efecte verdós en la part inferior del capell del bolet. Etimològicament Hypholoma prové del grec i significa "bolets amb fils".

## Sinònims
De vegades, Hypholoma no es considera un gènere i s'agrupa en els gèneres Stropharia i Psilocybe sota els noms de Geophila, Naematoloma, o Nematoloma.

## Espècie
- H. acutum
- H. aporum
- H. australe
- H. australianum
- H. brunneum
- H. californicum
- H. capnoides
- H. castilloi
- H. confusum
- H. dispersum
- H. elongatum
- H. epixanthum
- H. ericaeoides
- H. ericaeum
- H. eximium
- H. fasciculare
- H. flavorhizum
- H. flavovirens
- H. fragile
- H. frowardii
- H. laeticolor
- H. lateritium
- H. litorale
- H. marginatum
- H. murinacea
- H. myosotis
- H. ornellum
- H. peckianum
- H. peregrinum
- H. perplexum
- H. polylepidis
- H. polytrichi
- H. popperianum
- H. puiggarii
- H. radicosoides
- H. radicosum
- H. rickenii
- H. rubrococcineum
- H. solitarium
- H. subdispersum
- H. subericaeum
- H. subviride
- H. vinosum
- H. xanthocephalum

## Galeria

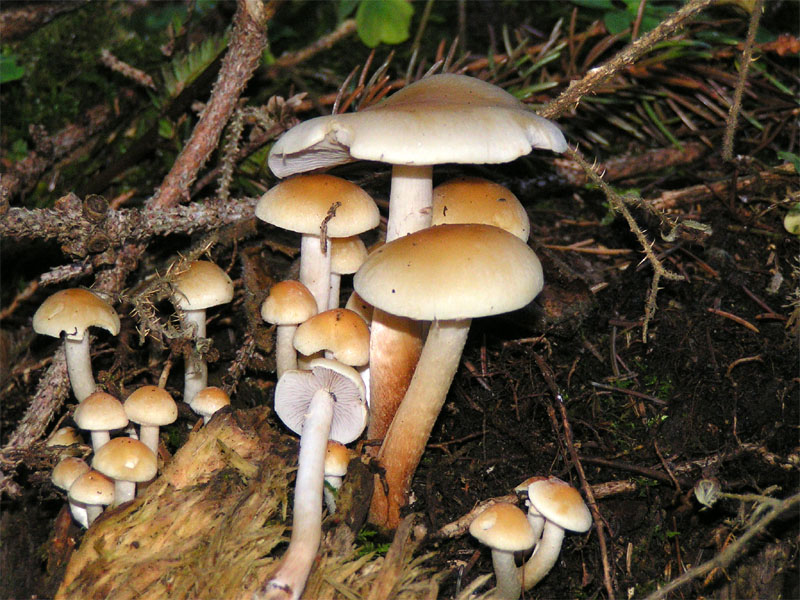
Hypholoma capnoides
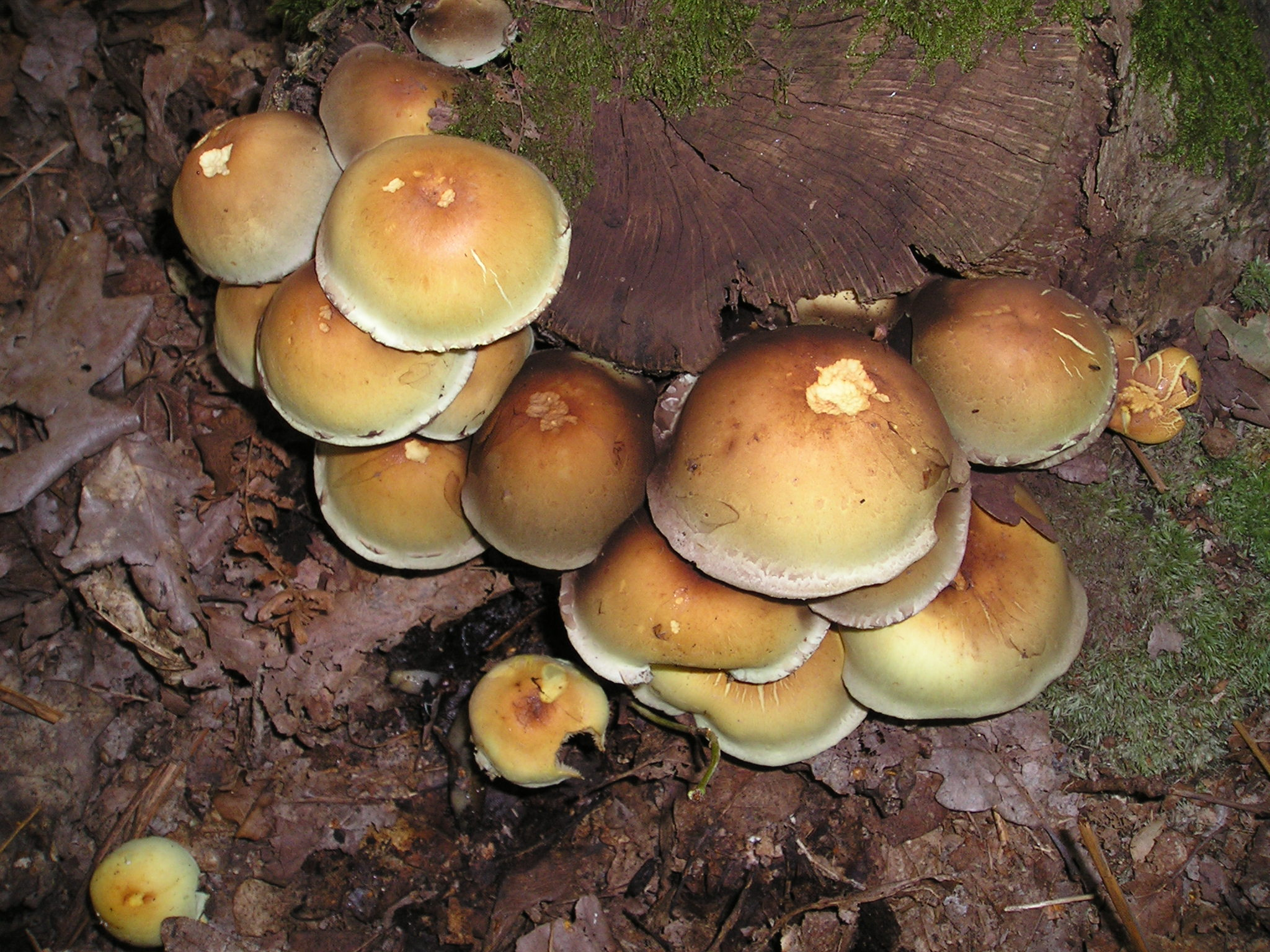
Hypholoma fasciculare
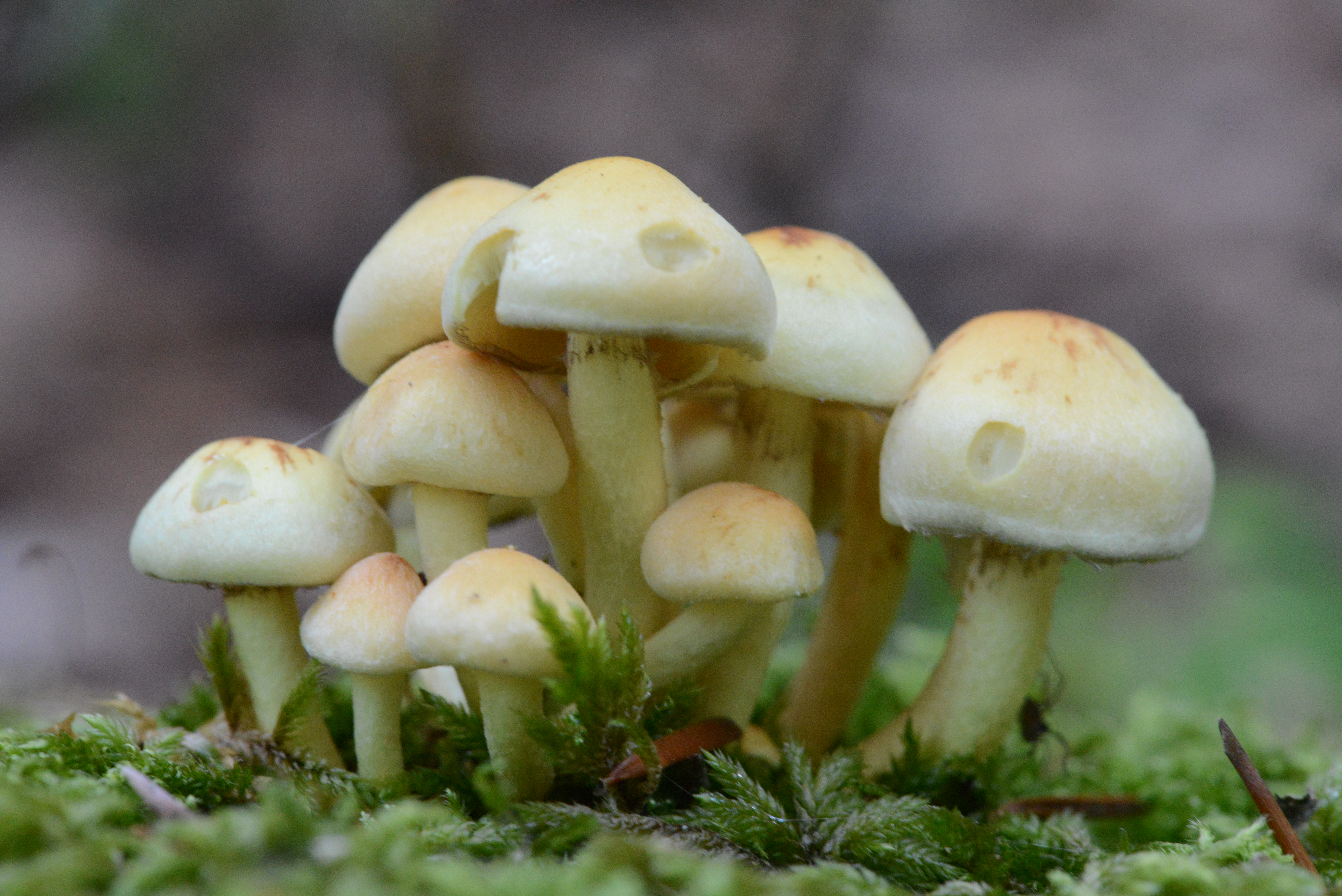
Hypholoma fasciculare
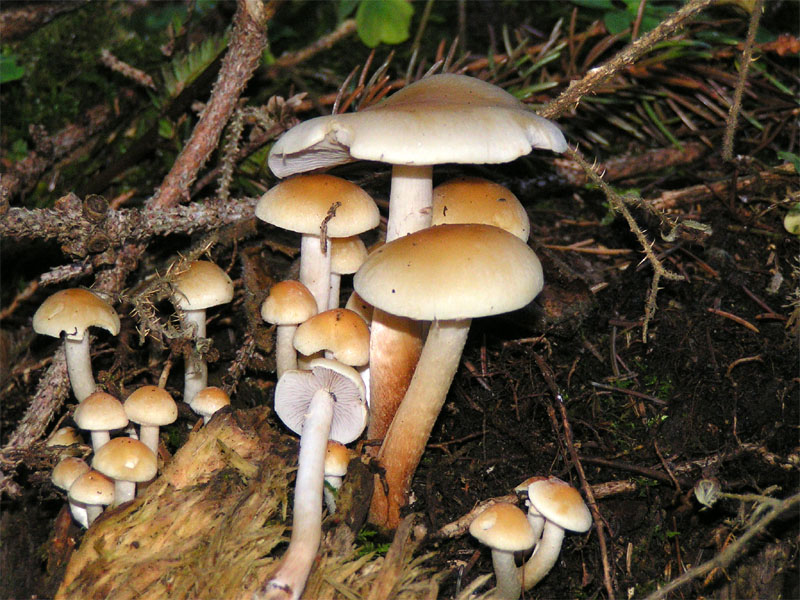
Hypholoma capnoides
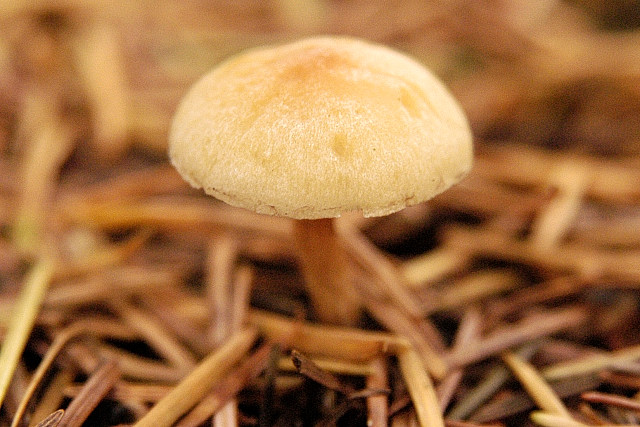
Hypholoma radicosum